# Grace Dieu Manor School
 (janvier 2025).
La Grace Dieu Manor School est une école catholique anglaise suivant le système anglais des écoles indépendantes. C'est une école préparatoire (élèves de la maternelle jusqu'à 13 ans) située près de Thringstone dans le Leicestershire. Elle a été fondée en 1933 par les pères rosminiens pour préparer les élèves au Ratcliffe College, alors internat réservé aux garçons et mixte depuis le milieu des années 1970. Ses locaux se trouvent dans le Grace Dieu Manor édifié au XIXe siècle, au milieu d'un terrain de 50 hectares. C'est aujourd'hui une école mixte.

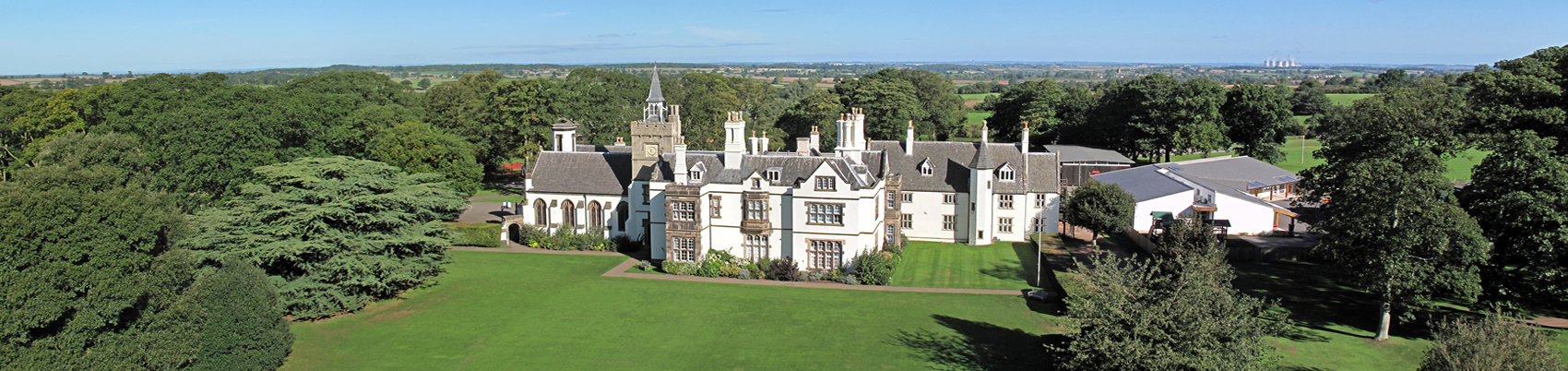
Grace Dieu Manor School